# Ferrovia Utrecht-Boxtel
La ferrovia Utrecht-Boxtel anche conosciuta come Staatslijn H (tradotto dall'olandese, "Linea di stato H"), è una linea ferroviaria dei Paesi Bassi tra Utrecht e Boxtel. La linea entrò in esercizio tra il 1868 e il 1870 collegando le città di Utrecht e Boxtel passando per 's-Hertogenbosch.
| Continuation backward |

| Unknown route-map component "CONTgq" | Unknown route-map component "ABZg+r" |  |

|  | Unknown route-map component "ABZg+l" | Unknown route-map component "CONTfq" |

| Station on track |

|  | Unknown route-map component "ABZgl" | Unknown route-map component "CONTfq" |

| Stop on track |

| Stop on track |

| Stop on track |

| Unknown route-map component "hKRZWae" |

| Unknown route-map component "hKRZWae" |

| Stop on track |

| Unknown route-map component "CONTgq" | Unknown route-map component "ABZg+r" |  |

| Unknown route-map component "hKRZWae" |

| Station on track |

|  | Unknown route-map component "ABZgl" | Unknown route-map component "CONTfq" |

| Unknown route-map component "CONTgq" | Unknown route-map component "KRZul+l" | Unknown route-map component "CONTfq" |

| Unknown route-map component "hKRZWae" |

| Stop on track |

| Unknown route-map component "hKRZWae" |

|  | Unknown route-map component "ABZg+l" | Unknown route-map component "CONTfq" |

| Station on track |

| Unknown route-map component "CONTgq" | Unknown route-map component "ABZgr" |  |

| Stop on track |

| Unknown route-map component "CONTgq" | Unknown route-map component "ABZg+r" |  |

| Stop on track |

| Continuation forward |